# كتاف (صعدة)

تعديل مصدري - تعديل

كتاف هي مدينة ومركز مديرية كتاف والبقع بمحافظة صعدة اليمنية، بلغ تعداد سكانها 1461 نسمة حسب الإحصاء الذي أجري عام 2004.